# Scytodes subadulta
Scytodes subadulta är en spindelart som beskrevs av Embrik Strand 1911. Scytodes subadulta ingår i släktet Scytodes och familjen spottspindlar. Inga underarter finns listade i Catalogue of Life.